# Vilém Slavata z Chlumu a Košumberka
Vilém Slavata z Chlumu a Košumberka (1. prosince 1572 Čestín – 19. ledna 1652 Vídeň) byl český šlechtic z rodu Slavatů a spisovatel. Podporoval katolickou církev a to mu vyneslo titul karlštejnského purkrabího a českého královského místodržícího. V roce 1618 byl spolu s Jaroslavem Bořitou z Martinic vyhozen z Pražského hradu při třetí pražské defenestraci. Do roku 1621 pobýval v Pasově a poté se navrátil zpět do Českého království, od tohoto roku směl také používat titul říšského hraběte. Získal úřad nejvyššího zemského komorníka, později nejvyššího hofmistra a od roku 1628 až do konce života byl nejvyšším kancléřem. Byl odpůrce poněmčování Českých zemí během třicetileté války. Na konci svého života sepsal knihu pamětí Historické spisování, čítající čtrnáct svazků.

## Život

### Mládí
Vilém Slavata se narodil jako syn Adama Slavaty a Doroty z Kurcpachu. Adam Slavata se hlásil k Jednotě bratrské a v této době pobýval na zámku Čestín Kostel, kvůli jehož přestavbám se mezi lety 1580–1582 dostal do tíživé finanční situace a musel prodat své panství Chlum, později ale musel prodat i Čestín Kostel a zemřel roku 1616 v Kutné Hoře. Vilém měl čtyři bratry, tři od matky Doroty, tj. Diviše, Michala a Jáchyma, a od druhé Adamovy manželky Sibilly ještě jednoho, Adama.
Vilém byl vychováván nejprve u své katolické báby Alžběty Slavatové z Hradce a později u svého strýce Jindřicha na Košumberku u Skutče českými bratry. Dojmy z mládí nedovedli vykořenit jeho bratrští učitelé na Košumberku, Chroustovicích a Čestíně Kostele. Jeho příbuzenství s rodem Hradeckým bylo příčinou, že na jeho náklady byl poslán roku 1592 na cesty do Vlach, navštívil Benátky, Padovu, Florencii, Sienu, Řím, Neapol, Sicílii, Maltu a hojně tu sbíral nových vědomostí. Později se dostal do Hradce, kde v roce 1597 definitivně pod jezuitským vlivem přestoupil k římským katolíkům, v horlivosti se potom vyrovnal i starokatolickým rodům. Tehdejší protireformační směr, jemuž byl Vilém volným nástrojem, jeho nadání a obratnost ho vynesly znenáhla a vysoko. Aby ušel výčitkám pro odstoupení od bratrství, vydal se roku 1597 na cesty do Německa, Dánska, Holandska, Anglie, Skotska, Francie a Španělska, z nichž se vrátil roku 1600.
Císař Rudolf II. ho přizval ke dvoru, kde jej jmenoval svým komořím a pak dvorským maršálkem. Dne 13. ledna 1602 oženil se s dcerou Kateřiny z Montfortu (1556–1631) a Adama II. z Hradce (1549–1596) Lucií Otilií (1582–1633), sestrou posledního pána z Hradce Jáchyma Oldřicha z Hradce (1579–1604), čímž později získal bohaté panství Jindřichův Hradec. S paní Lucií Otilií měl Vilém tři syny, Adama Pavla, Jáchyma Oldřicha a mentálně zaostalého Františka Víta. Českým zemím přál vždy to nejlepší a byl přesvědčen, že jedině Habsburkové dokáží oživit zlaté časy Českého království, a proto také podporoval jejich nástupnictví.

### Císařský úředník
Mezi lety 1604–1611 byl karlštejnským purkrabím. Roku 1608 byl vyslán na Moravu, aby Moravany naklonil císaři Rudolfovi, což však nedokázal. V roce 1609 se Vilém Slavata spolu se Zdeňkem z Lobkovic a Jaroslavem Bořitou z Martinic postavil za Rudolfa II. a odmítl podepsat Rudolfův majestát. Protože svým jednáním nepokrytě dával najevo, že pokládá majestát za neplatný, popudil si proti sobě stranu podobojí. V záměry arcivévody Leopolda a v účel vpádu pasovského byl zasvěcen, nicméně při tehdejší rozhořčenosti jednal tak opatrně, že mu nemohli viny dokázat a nálezem zemského soudu byl shledán v poctivosti.
Při obnovení úřadů zemských r. 1611 stal se dvorským sudím, od roku 1612 byl prezidentem komory a roku 1615[zdroj?] se stal nejvyšším sudím zemským. O volení Ferdinanda arciknížete na krále českého se staral horlivě, ač ani on budoucímu císaři nebyl dosti rozhodný. V roce 1617, ještě za vlády krále Matyáše, prosazoval a prosadil volbu Ferdinanda Štýrského (poté císař Ferdinand II.). Když pak císař s králem odjel do Vídně, Vilém zůstal v Praze jako královský místodržící.
Mezitím se ale v domě Albrechta Jana Smiřického v předvečer 23. května 1618 domlouvají čeští stavové na provedení třetí pražské defenestrace. Den nato je tento čin proveden a jsou vyhozeni pánové Jaroslav Bořita z Martinic a Vilém Slavata s písařem Filipem Fabriciem. Nikdo nebyl zabit, nicméně Vilém Slavata si těžce poranil hlavu a po záchraně služebnictvem paní Polyxeny z Lobkovic pobýval v jejím domě jako vězeň. Bavil se tu četbou a spisováním svých pamětí z let 1608–1618, k nimž si býval na místě a hojně dělal poznámky, a také odsud tajně informoval o událostech vídeňský dvůr. Později byl donucen stavům dát revers, že se jim nebude mstít (zrušen císařem 10. září 1620). V roce 1619 mu bylo dovoleno odjet na léčení do Teplic. Poté odjel z Čech do Pasova pod ochranná křídla Ferdinanda II. k arcivévodovi Leopoldovi.
V letech během Vilémova exilu bylo Hradecké panství spravováno Michalem Slavatou, bratrem Viléma, ale ten opustil katolickou stranu a přidal se k rebelujícím českým stavům. Po bitvě na Bílé hoře byl Hradec ušetřen císařského trestu, hlavně kvůli dobrému jménu slavatovskému, oblíbenému na císařském dvoře. V roce 1621 byl Vilém povýšen do hraběcího stavu a směl používat titul říšského hraběte. V této době také přijímá do svého erbu erb pánů z Hradce a v roce 1622 se vrací zpět do Čech. Dne 26. února 1623 podal své dobré zdání přímo císaři, ve kterém radil k vyvrácení staré stavovské ústavy v Čechách. Byl tedy z Čechův jediným, jenž radil k nejkrutějším trestům.
Postupně také získává tituly: 7. září 1622 tajného rady, roku 1623 nejvyššího komorníka Českého království. Dne 7. srpna 1625 povoleno mu samému třetímu, aby na sněmech sedal přede všemi úředníky hned po knížatech, dne 16. prosince 1627 byl jeho rodu propůjčen úřad dědičného číšnictví, stal se nejvyšším hofmistrem, roku 1628 po smrti Zdeňka z Lobkovic nejvyšším kancléřem. Také obdržel všechny bývalé výsady rodu Rožmberského a Hradeckého, takže se mohl psát jako vladař domu. Později také získal titul palatina s rozsáhlými pravomocemi. A konečně byl roku 1630[zdroj?] pasován na rytíře Řádu zlatého rouna od španělského krále Filipa IV.

### Konfiskace
V době, kdy se mnoho prokatolických šlechticů snažilo získat zkonfiskovaný majetek po popravených 27 českých pánech, se Slavata neobohacoval. Pouze dne 12. září 1622 mu císař povolil 50 000 kop náhrady za škody v letech 1618–1621 vzaté, k tomu připůjčil 50 000 kop a obdržel zápis na plat na Zbirově, Točníce a Králově Dvoře. Dále připůjčil 200 000 zlatých v dlouhé minci a obdržel (24. duben 1623) zápis na mělnické panství. Z konfiskovaných statků koupil jediný (1623), Košumberk, aby jej rodu zachoval, a sousední statek Domanice, a to ve vyšší taxe, a ještě roku 1641 odumřelý statek Červenou Lhotu.

### Konec života
Roku 1633 mu zemřela manželka a Vilém se už neoženil. Po smrti Ferdinanda II. se přestěhoval z Prahy do Vídně, kde se dělil o práce v kanceláři s Jiřím Adamem z Martinic, dosavadním kancléřem královým. Jeho politické působení od té doby ochabovalo, za to se oddal mysticismu, dav se šáliti sprostým dobrodruhem Gladichem. Zde dopsal své rozsáhlé Paměti, které částečně reagovaly na Thurnovy paměti, kterými se hrabě Thurn snažil ospravedlnit svoje postavení během pražské defenestrace. Zemřel v jezuitské koleji ve Vídni 11. ledna 1652. Pochován byl v Jindřichově Hradci v jezuitské kapli sv. Máří Magdalény.
I přesto, že v roce 1645 byl Hradec těžce poškozen pluky pod vedením Lennarta Torstensona, tak se dokázal velmi rychle po skončení třicetileté války zotavit do původního stavu, hlavně díky péči Viléma.

## Edice z díla
- Paměti nejvyššího kancléře království českého Viléma hraběte Slavaty z Chlumu a z Košmberka, vládaře domu hradeckého, pána na Hradci Jindřichově, Stráži, Telči, Žirovnici a Mělníce, nejvyššího dědičného šenka království českého, císařův Ferdinanda II. a III. skutečného tejného raddy a komorníka, rytíře Zlatého rouna. Příprava vydání Josef Jireček. Svazek 1.: 1608-1609 pak 1618-1619. Praha: Ignác Leopold Kober, 1866. IX, 432 s. (Monumenta Historiae Bohemica; sv. 1). Dostupné online.
- Paměti nejvyššího kancléře království českého Viléma hraběte Slavaty z Chlumu a z Košmberka, vládaře domu hradeckého, pána na Hradci Jindřichově, Stráži, Telči, Žirovnici a Mělníce, nejvyššího dědičného šenka království českého, císařův Ferdinanda II. a III. skutečného tejného raddy a komorníka, rytíře Zlatého rouna. Příprava vydání Josef Jireček. Svazek 2.: 1611, 1615, 1617-1619. Praha: Ignác Leopold Kober, 1868. XII, 352 s. (Monumenta Historiae Bohemica). Dostupné online.
- Zápisky Viléma Slavaty z let 1601-1603. Příprava vydání Antonín Rezek. Praha: Královská česká společnost nauk, 1887. 66 s., 4. (Rozpravy k. české společnosti nauk sv. 2. Filosoficko-historická třída č. 4).